# Bataille de Someri
Guerre de Continuation de la Seconde Guerre mondiale
Batailles
1941
- Carélie du Ladoga
- Isthme de Carélie
- Carélie orientale
- Silberfuchs
  - Renntier
  - Platinfuchs
  - Polarfuchs
- Kirkenes et Petsamo
- Hanko
- Bengtskär
- Porlampi

1942
- Suursaari
- Someri

1944
- Vyborg-Petrozavodsk
  - Tienhaara
  - Tali-Ihantala
  - Île de Nerva
  - Baie de Vyborg
  - Vuosalmi
  - Nietjärvi
  - Ilomantsi
  - Hokki

Campagnes de la mer Baltique
La bataille de Someri est un affrontement s'étant déroulé du 8 au 10 juillet 1942 dans le golfe de Finlande pendant la Seconde Guerre mondiale, entre l'Union soviétique et la Finlande. Initialement prévue comme une modeste opération visant à dégager un poste d'observation finlandais d'une petite île, la bataille devient l'un des plus grands engagements de navires de surface du théâtre de la Baltique de la Seconde Guerre mondiale.

## Contexte
Pendant la guerre d'Hiver (1939-1940), les forces soviétiques capturent plusieurs îles finlandaises dans l'est du golfe de Finlande. En mars 1940, ils sont cédés à l'Union soviétique conformément au traité de paix de Moscou. Les Soviétiques en occupent certaines avec de petites garnisons. Lorsque la guerre de Continuation éclate en juin 1941, les îles sont généralement ignorées ; cependant, à l'automne 1941, la marine finlandaise tente d'occuper la petite île rocheuse de Someri, la pensant à tort abandonnée par les Soviétiques. Sous le feu des défenseurs, la petite force de débarquement finlandaise se retire précipitamment. Au cours des semaines suivantes, les Finlandais bombardent l'île à plusieurs reprises dans l'espoir de forcer la garnison soviétique à partir. Finalement, en décembre 1941, alors que les forces soviétiques évacuent Hanko et plusieurs autres îles du golfe de Finlande, la garnison de Someri est retirée sur l'île de Lavansaari. Les forces côtières finlandaises occupent l'île peu de temps après. Cela s'avère être une bonne position pour observer les mouvements soviétiques dans la région.

## Ordre de bataille

### Finlandais
La garnison finlandaise de 100 hommes sur l'île est équipée de deux canons de campagne de 75 mm, quelques canons antichar de 45 mm et des canons automatiques de 20 mm et plusieurs mitrailleuses. Pendant la bataille, la garnison est renforcée par 100 hommes supplémentaires. La marine finlandaise déploie 3 canonnières (Turunmaa, Hämeenmaa et Uusimaa), 2 mouilleurs de mines (Riilahti et Ruotsinsalmi), 6 patrouilleurs de la classe VMV (en) et 4 torpilleurs dans la zone. De plus, plusieurs petits dragueurs de mines sont utilisés pour transporter des munitions pour les canonnières et des renforts pour la garnison. L'armée de l'air finlandaise soutient les forces navales et met en place plusieurs vols de chasseurs (Brewster F2A Buffalo et Fokker D.XXI) et de bombardiers (Bristol Blenheim et Dornier Do 17) dans la région.

### Allemand
L'Allemagne envoie deux dragueurs de mines de la classe M (M-18 et M-37) et un dragueur de mines plus ancien, le Nettelbeck, pour soutenir les forces finlandaises. Une canonnière auxiliaire convertie à partir d'un navire civil – SAT Ost (Schwere Artillerie Trager – Transporteur d'artillerie lourd) – est également déplacée dans la zone pour contrer l'artillerie navale soviétique, considérée comme supérieure à celle des navires finlandais et allemands.

### Soviétique
La force de débarquement soviétique d'origine est composée de 256 hommes légèrement armés (renforcés plus tard par 57 hommes supplémentaires de l'île de Lavansaari) soutenus par une force d'environ 30 patrouilleurs (classe MO (en)) et torpilleurs à moteur (classe TKA (en)). Lorsque le débarquement initial échoue à surprendre ou à maîtriser les défenseurs finlandais, davantage de forces navales sont déployées dans la zone. Il s'agit de deux grands dragueurs de mines (T-205, T-207), du patrouilleur d'escorte de la classe Uragan (en) Bourya, de la canonnière auxiliaire Kama et de patrouilleurs et torpilleurs supplémentaires. L'armée de l'air soviétique attaque à plusieurs reprises les navires finlandais et les positions sur l'île avec des bombardiers Il-4 (DB-3F) et Pe-2 et des avions d'attaque au sol Il-2 protégés par des chasseurs I-153, Yak-1 et LaGG-3.

## Résultats
Les forces finlandaises et allemandes revendiquent avoir coulé plus de 16 patrouilleurs et vedettes lance-torpilles soviétiques et attribuent à l'armée de l'air finlandaise le naufrage d'une canonnière auxiliaire soviétique; les rapports soviétiques, en revanche, revendiquent plusieurs grands navires (canonnières finlandaises ou importants dragueurs de mines allemands) coulés.
Les performances relativement faibles des canonnières finlandaises montrent à quel point leurs principaux armements étaient devenus obsolètes. Ces événements incitent la marine finlandaise à les moderniser ; cependant, en raison de leur vieillesse, de leurs coques délicates et du manque de capacités, seuls les Hämeenmaa et Uusimaa seront modifiés avant la fin de la guerre.
En septembre 1944, aux termes de l’armistice mettant fin à la guerre de Continuation, Someri revint à la souveraineté russe.